# Traffipax

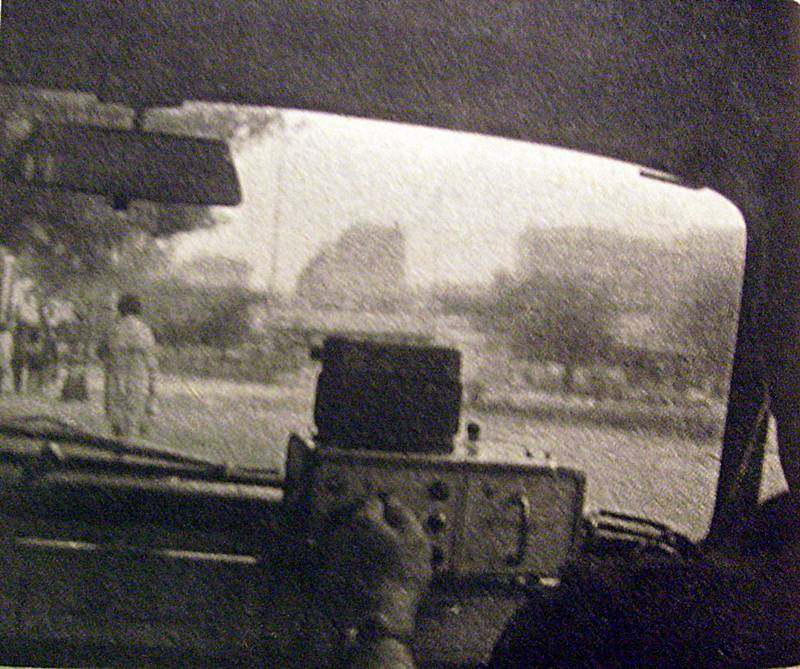
Aparatura traffipax (1971)

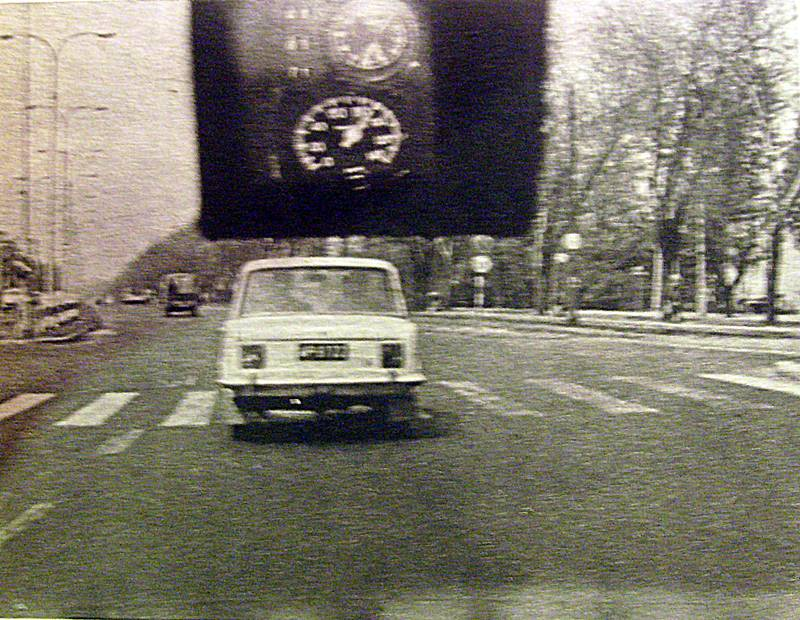
Przykład użycia traffipaxu do kontroli kierowców

Traffipax (trafipaks, trafifoto) – potoczna nazwa urządzenia do rejestrowania wykroczeń drogowych. Słowo pochodzi od nazwy firmy produkującej tego typu urządzenia. Zależnie od sposobu wykorzystania jest to urządzenie stacjonarne lub mobilne (zainstalowane w pojeździe).
W Polsce urządzenia tego typu zaczęły być wykorzystywane w 1970 roku przez Milicję Obywatelską. Zainstalowane były w nieoznakowanych pojazdach i obsługiwane przez jedną osobę, podczas gdy druga osoba prowadziła pojazd. Urządzenia tego typu wyposażone były w tachometr (pomiar prędkości), zegar oraz kamerę fotograficzną. Do robienia zdjęć w nocy wykorzystywano dodatkowo lampę błyskową. Pomiar prędkości pojazdu kontrolowanego odbywał się metodą porównawczą – pojazd sprawdzający starał się utrzymać taką samą odległość od pojazdu kontrolowanego podczas pomiaru (oba pojazdy jechały więc z taką samą prędkością). W czasie pomiaru wykonywano 2 zdjęcia, na których odległość między pojazdami była identyczna. Wtedy uznawano pomiar prędkości za wiążący. Na zdjęciach widniała informacja o prędkości i godzina. Oprócz pomiarów prędkości sprzęt wykorzystywano także do rejestrowania innych wykroczeń (nieprawidłowe wyprzedzanie, parkowanie, itp.).
Z czasem tę potoczną nazwę zastąpiły słowa fotoradar – dla urządzeń stacjonarnych rejestrujących prędkość (inna metoda pomiaru – radar dopplerowski), oraz wideorejestrator – dla urządzeń mobilnych. Urządzenia stacjonarne, które rejestrują wykroczenia (np. rejestrujące przejazd na czerwonym świetle, przekroczenie prędkości) dalej nazywa się trafipaxami lub trafifoto.